# Karel Utenhove (zoon)
Karel Utenhove (Gent, 18 maart 1536 - Keulen, 31 augustus 1600) was een edelman en hervormingsgezinde humanist en dichter.

## Levensloop

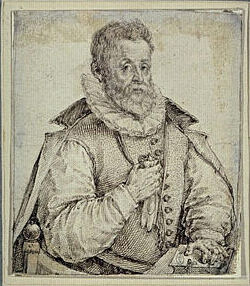
Karel Utenhove, door Crispijn van de Passe, ca 1590

Karel Utenhove, heer van Hogenwalle, was de derde zoon van Karel Utenhove. Zijn leermeester was de rector van de Latijnse school aan de Zandberg in Gent, Johannes Otho. Hij ging zich vervolgens in Leuven, Bazel en Parijs bekwamen in de klassieke talen. In Bazel woonde hij afwisselend bij Sebastian Castellio en Thomas Platter, twee protestanten van de humanistisch-tolerante stempel. In de herfst van 1556 introduceerde Karel sr. twee van zijn zonen in Parijs bij de humanist Guillaume Morel, drukker van Griekse werken in de Imprimerie royale. Vader en de overige broers kwamen hem daar vervoegen toen ze Gent ontvluchtten omwille van hun hervormingsgezindheid.
Het verblijf in Parijs was voor Karel van essentiële betekenis. Hij knoopte er relaties aan met voorname humanisten zoals Georges Buchanan,
Denis Lambin, Jean Dorat (professor Grieks), Adrian Turnèbe (professor Hebreeuws), en vooral met de dichters van de Pléiade, Joachim du Bellay en Pierre de Ronsard. Dankzij deze laatste werd hij van 1558 tot 1562 huisleraar voor Camille, Lucrèce en Diane, de drie dochters van de seigneur de Grigny, Jean de Morel. Hij gaf ook openbare lezingen over geleerde onderwerpen, onder meer over het traktaat van Hephaistion gewijd aan de Griekse versleer.
Daarna trok hij naar Londen en werd er secretaris van de Franse ambassadeur. Langs die weg werd hij geïntroduceerd in de literaire kringen aan het Hof en wist hij in de gunst te komen van koningin Elisabeth. In Londen kwam hij ook in contact met zijn halve oom Jan Utenhove, protestantenleider aldaar, maar de beide heren lagen elkaar niet. Van Karel berust in Londen nog een brief in het Grieks, geschreven aan Jan Utenhove, die door Fredrik Pijper werd gepubliceerd. Hij knoopte ook vriendschap aan met de arts François Thorius, die deel uitmaakte van de belangrijke kolonie Vlaamse protestanten.
Bij de eerste berichten over de Beeldenstorm in de Nederlanden in 1566 reisde Karel naar zijn geboortestad. In september 1566 maakte hij in Aalter kennis met Catharina van Boetzelaer. Deze adellijke dame had een niet onbelangrijk aandeel gehad in de totstandkoming van het Eedverbond der Edelen en in de organisatie van calvinistische predicaties in het Gentse. Ze was zopas weduwe geworden en Utenhove deed haar een dichterlijk huwelijksaanzoek, waarop ze niet inging. Het gedicht alsmede een acrostichon op de beginletters van haar naam zijn opgenomen in de hierna te noemen Xenia.  
Over de Beeldenstorm schreef hij naar graaf Lodewijk van Nassau. Toen kort daarop de komst van de hertog van Alva elk uitzicht op godsdienstvrijheid wegnam, ging Karel terug naar zijn vader in Duitsland. In september 1567 reisde hij naar Bazel om er de reformator Heinrich Bullinger te ontmoeten. Hij verbleef vervolgens in Vriemersheim bij Düsseldorf, waar ook zijn vader in ballingschap woonde. In Düsseldorf verbleef het Hof van hertog Willem van Kleef, die Utenhove in gloedvolle verzen bezong als de stichter van een nieuwe gouden eeuw. In 1574 vertoefde hij aan de universiteit van Heidelberg.
Na de Pacificatie van Gent van 1576 keerde hij, samen met vier van zijn broers, naar Gent terug. Er zijn aanwijzingen dat het vooral hij was die de komst van prins Willem van Oranje in de stad op 18 Augustus 1579 bewerkstelligde. Twee dagen later werd hij door Willem in de plaats gesteld van de ambitieuze en extremistische Jan van Hembyze als voorschepen (of burgemeester) van de stad. Samen met zijn broers Nicolaas en Jacob speelde Karel een belangrijke rol in het hervormingsgezinde stadsbestuur. Toen in 1581 het protestantse radicalisme opnieuw de bovenhand kreeg, trok Karel zich terug in Keulen, maar toen in maart 1584 Van Hembyze opnieuw werd afgezet kwam hij terug. Niet voor lang echter, want in juni, met in het voorzuitzicht de overname van de stad door de Hertog van Parma, vertrok hij weer naar Duitsland. 
Hij verbleef weer aan het hof van Kleef in Düsseldorf waar hij in het huwelijk trad met Ursula van Flodorp tot Daelenbroeck. Hij verhuisde vervolgens naar Keulen, waar hij zich wijdde aan studie en gedichten schrijven. Het gezin bleef kinderloos. Hij werd blind als gevolg van een beroerte.

## Beoordeling
Utenhove was in woord en daad een exponent van de Nederlandse geleerden die hun lot verbonden aan de Reformatie, maar daarin nooit radicale standpunten verkondigden en zich vér hielden van partijdige twisten. Hij toonde tijdens zijn burgemeesterschap van Gent veel openheid tegenover alle gezindten, met inbegrip van de gevreesde wederdopers, en dit deed zijn reputatie bij de andere protestanten geen deugd.   
Karel Utenhove is een aanzienlijk geleerde geweest en een in zijn tijd bekende Latijnse dichter. Wij kennen van hem slechts één gedicht in het Nederlands. Het is een zang over het huwelijk van zijn nicht (1560 of daaromtrent) met Adriaan Roethaert of Roothert.  
Als dichter genoot hij bij zijn tijdgenoten een zekere faam. In het opschrift van een Latijns lied te zijner ere noemde zijn stadsgenote Johanna Otho (dochter van zijn Gentse leermeester Johannes Otho) hem ‘poeta laureatus’. Een andere poëtische dame, de Italiaanse dichteres Olympia Fulvia Morata (1526-1555), vond zijn gedichten belangrijk genoeg om er enkele van op te nemen in haar Opera Omnia. Veel gedichten schreef hij ter ere van vorsten, zo ter nagedachtenis van Hendrik II, koning van Frankrijk ( het 'Epitaphium in mortem Henrici', 1560), een verzameling van een 200-tal gedichten opgedragen aan koningin Elisabeth van Engeland (Xenia seu ad illustrium aliquot Europae hominum nomina allusionum liber primus, 1568), of zijn bedrijvigheid als hofpoëet van Willem, hertog van Kleef, die hij in gloedvolle verzen bezong als degene die de gouden tijd terugbracht. Veel energie stak hij ook in de vertalingen naar het Latijn van Griekse auteurs: de Hymnen van Callimachus, de Dionysische avonturen van Nonnus, niet minder dan 147 fabels van Aesopus (postuum verschenen in 1607).  
De kwaliteit van Utenhoves dichtwerk wordt door literatuurhistorici niet hoog aangeslagen. Zijn berichten aan vrienden schreef hij zelden in proza, meestal in gezochte verzen, die hij in prozavorm neerschreef, op de uitkijk blijvende of zijn vrienden zouden bemerken dat het eigenlijk om berijmde hexameters ging. Justus Lipsius had het alvast door. Hij was een echt taalfenomeen: hij kende Nederlands, Duits, Engels, Frans, Italiaans, Latijn, Grieks, Chaldeeuws en Hebreeuws. Zijn oeuvre is tot op heden nooit grondig bestudeerd. Hetzelfde geldt voor de omvangrijke correspondentie met zijn humanistische vrienden, bewaard in de stadsbibliotheek van Hamburg, de universiteitsbibliotheek van Bazel en de Bayerische Staatsbibliothek in München.

## Werk
- Behalve tal van Epigrammata, epitaphia, epithalamia graeca et latina schreef hij een
- Epitaphium in mortem Henrici Gallorum regi christianissimi, Parijs, 1560 (Deze gedichtenbundel ter ere van Henri II was een verzamelwerk, waarin gedichten van Utenhove stonden in het Hebreeuws, Caldeeuws, Grieks, Latijn, Frans, Duits en Vlaams.
- Xenia seu ad illustrium aliquot Europae hominum nomina allusionum liher primus, Bazel, 1568.
- Epistolarum centuria, Keulen, 1579.
- Commentariolus, seu Libellus adsertatorius, (...), Keulen, 1579.
- Mythologica Aesopica metro elegiaco reddita, Steinfurt, 1607, 1615.